# Semafory (Zeměplocha)
Semafory jsou technologickou novinkou ve fiktivním světě Zeměplocha, který vytvořil Terry Pratchett. Místem vzniku je pravděpodobně Ankh-Morpork a teoreticky jsou známé od pradávna. Teprve v poslední době se je však nějaký mazaný řemeslník (přesněji pan Srdénko) rozhodl využít komerčně. Jedná se o síť zařízeních určených k přepravě zpráv (později i obrázků), podobně jako telegraf. Semafory jsou umístěné na vysokých věžích v podobě velkého množství ramen. Užívají jasných světelných záblesků. Objevují se v mnoha knihách, poprvé v knize Pátý elefant a podrobněji pak v knize Zaslaná pošta. Zprávy se obvykle šifrují a cena za odeslání se pohybuje kolem 3 tolarů. Semaforová síť směřuje z Ankh-Morporku do vzdálených končin světa: např. do Genovy, ale i do divokého Überwaldu.
Zanedlouho poté, co se Srdénkovi rozhodli postavit Velkou semaforovou linku, v důsledku krachu První zelné banky (způsobené podvody Alberta Třpytky, resp. Vlahoše von Rosreta) došly peníze a museli si je půjčit od Nadosaha Pozlátka. Ten je však o Linku okradl. Od té doby spolehlivost Linky klesá a cena za odeslání zprávy stoupá. Nakonec je cena za zprávu do Sto Lat až 31 tolarů.
V knize Zaslaná pošta se Vlahoš von Rosret stane novým vrchním poštmistrem a nakonec sesadí Pozlátka a pomůže slečně 'Bodlince' Srdénkové a Zelené příšeře získat zpět Semaforovou linku.